# Piz Buin
Der Piz Buin ([pits buˈiːn]ⓘ), genauer: Großer Piz Buin (Bündnerromanisch: Piz Buin Grond), auf der Grenze zwischen Österreich und der Schweiz ist mit 3312 m ü. A. der dritthöchste Berg der Silvretta und der höchste des österreichischen Bundeslandes Vorarlberg.

## Lage und Umgebung

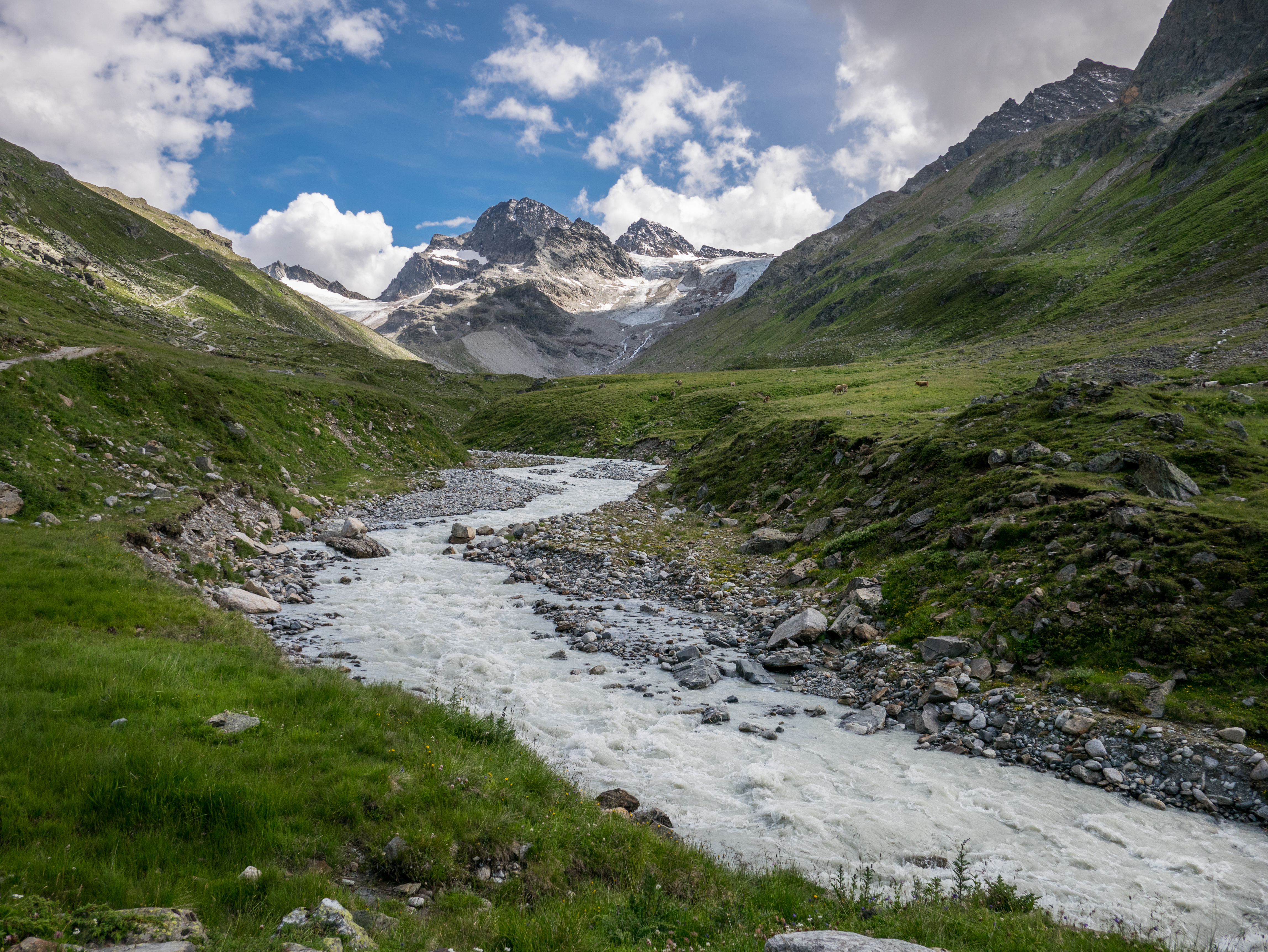
Großer (links) und Kleiner Piz Buin, Blick vom Ochsental aus

Der Berg markiert als Teil des Silvretta-Hauptkammes die Grenze zwischen Österreich und der Schweiz bzw. Vorarlberg und dem Kanton Graubünden, welche in west-östlicher Richtung über den Gipfel verläuft. Westlich liegt, getrennt durch den Übergang Buinlücke, der Kleine Piz Buin, in manchen Karten auch als Piz Buin Pitschen benannt (3255 m). Im Norden und Westen des Großen Piz Buin erstreckt sich der Ochsentaler Gletscher, im Nordosten liegt, vom Ochsentaler Gletscher durch das Wiesbadner Grätle getrennt, der Vermuntgletscher. Diese beiden auf österreichischem Gebiet gelegenen Gletscher bilden den Ursprung der Ill, die nach Norden durch das Ochsental zum Silvretta-Stausee im Vermunt an der Bielerhöhe fließt. Im Süden des Vermuntgletschers bildet der 2797 m hohe Vermuntpass den Übergang ins schweizerische Val Tuoi, ein Seitental des Unterengadin, das sich im Süden des Piz Buin bis nach Guarda erstreckt, und zur Gemeinde Scuol gehört. Südwestlich des Piz Buin befinden sich der Felssporn Cronsel und dahinter das Firnfeld Plan Rai, dahinter schließt sich der Piz Fliana an. Westlich vom Kleinen Piz Buin ist das Gelände ebenfalls vergletschert, dort befindet sich der Vadret Tiatscha der über den Silvrettapass in den Silvrettagletscher bzw. über das Verstanclator in den Verstanclagletscher übergeht. Nordwestlich leitet der Grat vom Kleinen Piz Buin nach der Fuorcla dal Cunfin hinüber zum Signalhorn.
Der Piz Buin wird in der Silvretta nur von der riesigen Pyramide des Piz Linard (3410 m) und vom Fluchthorn (3397 m) an Höhe übertroffen.

## Geologie und Flora
Der Piz Buin besteht, wie seine Nachbarberge, aus Kristallingestein der Silvrettadecke, die hauptsächlich aus Gneisen aufgebaut ist. Im Gegensatz zu den höheren Gipfeln Piz Linard und Fluchthorn, die hauptsächlich aus Hornblendegneisen (und -schiefern) bestehen, wird der Piz Buin von hellerem Granit- und Augengneis gebildet.
Der Bewuchs ist, wie allgemein in den höheren Regionen der Silvretta, spärlich und besteht aus Fels- und schuttbewohnenden Pflanzen der Nivalstufe. Neben Flechten und Moosen ist insbesondere der Gletscherhahnenfuß zu erwähnen, der sogar am Gipfel des Piz Buin blüht.

## Stützpunkte und Wege

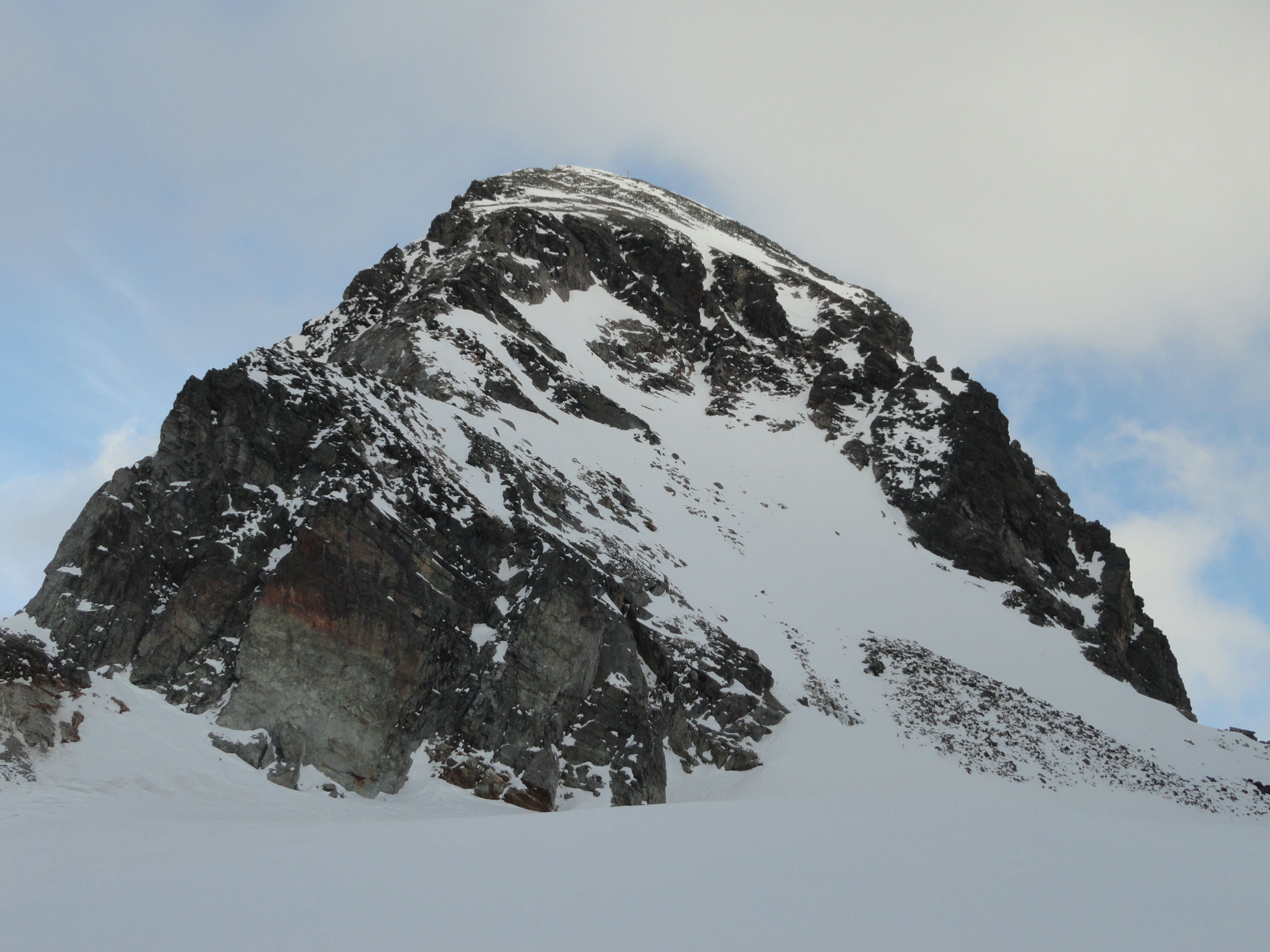
Piz Buin vom Ochsentaler Gletscher: Blick auf Westflanke und Nordwestgrat mit dem Normalweg

Auf der österreichischen Seite ist neben der Bieler Höhe die Wiesbadener Hütte (2443 m) an der Ostseite des Ochsentals. Von dort führt der traditionelle Normalweg nach Süden über den Vermuntgletscher und weiter nach Westen auf das Wiesbadener Grätle, von wo man über den Ochsentaler Gletscher zur Buinlücke quert. Im Aufstieg zum Wiesbadner Grätle sind dabei Stellen im Schwierigkeitsgrad II (UIAA) zu überwinden. Nachdem der Gletscher unter dem Wiesbadener Grätle etwa ab dem Jahr 2000 immer weiter abgeschmolzen ist, wird diese Route zunehmend schwieriger und riskanter. Vor allem die Steinschlaggefahr unter dem freigelegten brüchigen Fels hat dazu geführt, dass bereits überlegt wird, diese Route zu sperren. Der Einstieg wird durch das niedrigere Eisniveau immer schwieriger, sodass er im Hochsommer oft den Schwierigkeitsgrad IV+ erreichen oder sogar gänzlich unbegehbar sein kann.

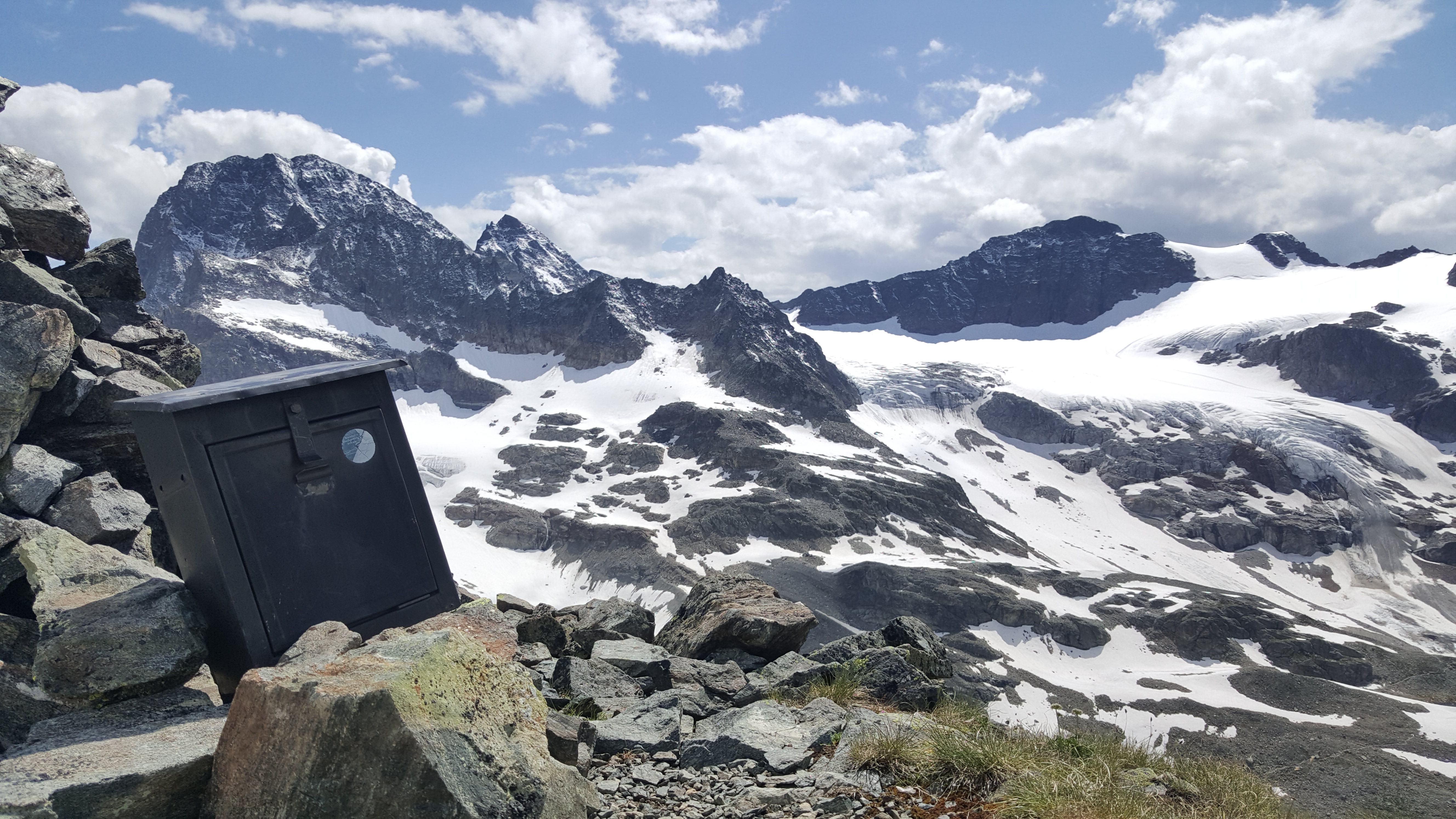
Blick vom Vermuntkopf auf den Großen Piz Buin (links). Kleiner Piz Buin rechts dahinter, in der Mitte das Wiesbadner Grätle. Rechts Signalhorn und Silvretta-Egghorn.

Eine Alternative zu diesem Weg führt von der Wiesbadener Hütte oder direkt von der Bieler Höhe auf den Ochsentaler Gletscher und über diesen zur Buinlücke. Dieser Anstieg stellt im Winter eine beliebte Skitour dar.
Des Weiteren kann die Buinlücke von der im Val Tuoi gelegenen Tuoihütte (2250 m) erreicht werden, wobei meist über die westlich des Kleinen Piz Buin gelegene Fuorcla dal Cunfin und dann über den Ochsentaler Gletscher aufgestiegen wird. Häufig wird diese Route auch im Winter mit Tourenski begangen. Bei lawinensicheren Verhältnissen ist eine direkte Abfahrt durch die Buinlücke Richtung Tuoihütte für sehr gute Skifahrer möglich (im oberen Teil eng und ca. 40° steil).
Der Weg über die Fuorcla dal Cunfin ist des Weiteren von der schweizerischen Silvrettahütte (2341 m) via Silvrettagletscher und Silvrettapass erreichbar.

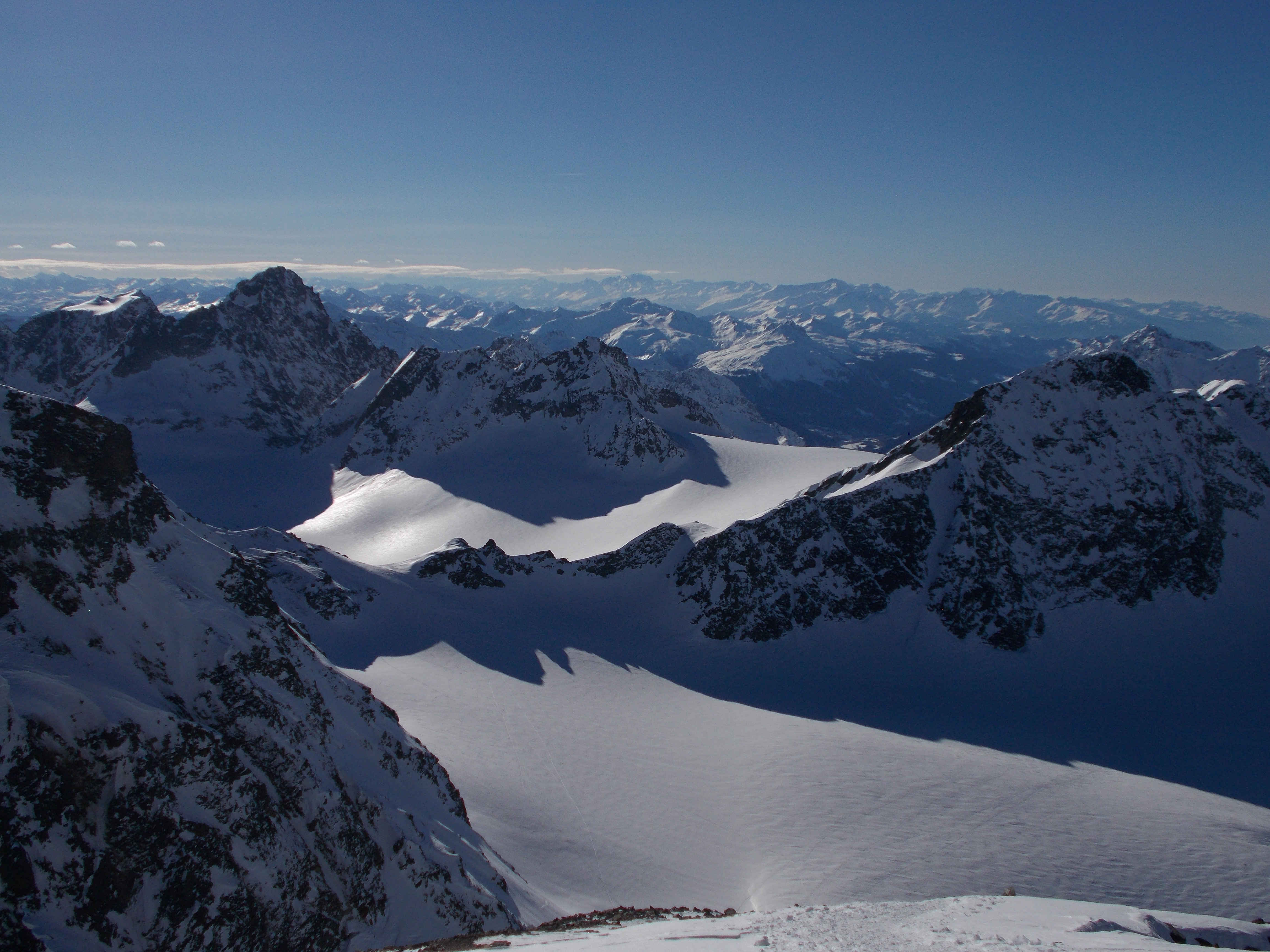
Aussicht vom Gipfel nach Westen: Bei klarer Luft reicht der Blick bis zum Aletschhorn, Täschhorn und Monte Rosa.

Gemeinsam ist all diesen Wegen der Gipfelanstieg von der Buinlücke: Er führt über die Westflanke zum Nordwestgrat und über diesen durch den sogenannten Kamin auf die schuttbedeckte Westflanke und über diese unschwierig zum Gipfel. Die ausgesetzte Schlüsselstelle im Kamin wird mit I bis III bewertet.

## Gefahrenzone Buinlücke – Normalweg Piz Buin

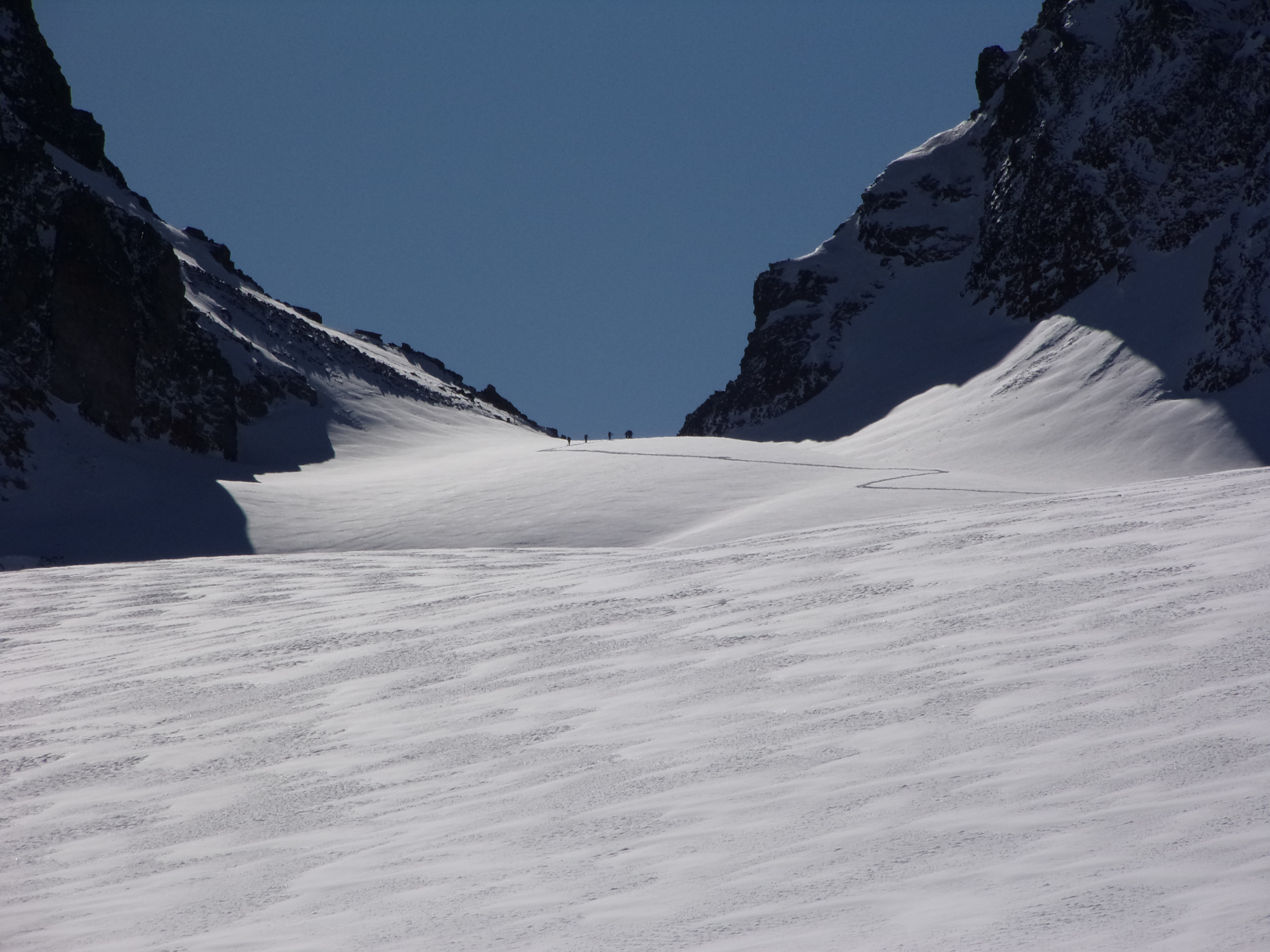
Tourengeher an der Buinlücke. Aus den im Schatten liegenden Flanken des Kleinen Piz Buin (rechts) droht besonders bei großer Wärme Steinschlag.

Das Amt für Naturgefahren des Kanton Graubünden und das Institut für Schnee- und Lawinenforschung in Davos warnen nach aktuellen Untersuchungen seit Herbst 2022 vor einem großen Felssturz am Kleinen Piz Buin (Piz Buin Pitchen), der unmittelbar auch den Bereich der Buinlücke (Fuorcla Buin) und den unteren Bereich des Normalweges auf den Piz Buin betrifft. 2022 durchgeführte Messungen ergaben,  dass im Rahmen von Steinschlag/Blockschlag innerhalb des Jahres bereits über zwanzigtausend Kubikmeter Felsmaterial abgingen (auch große Felsblöcke) und dass die Felsmasse anders als in den letzten Jahren nun verstärkt in Bewegung war. Die Normalroute auf den Gipfel führte anfangs direkt über das frisch ausgebrochene Felsmaterial, so dass der Aufstieg direkt im Gefahrenbereich liegt und der in den nächsten fünf Jahren erwartete große Felssturz Bergsteiger auf dem Normalweg erheblich gefährden würde. Dies sollte bei der Tourenplanung berücksichtigt werden, besonders bei ungünstigen Wetterverhältnissen wie z. B. längeren/stärkeren Regenfällen und länger anhaltender Hitze mit starker Sonneneinstrahlung. Der gefährdete Bereich der Normalroute sollte daher zügig und einzeln mit größtmöglichem Abstand zum Fuß des Kleinen Piz Buin durchquert werden, um die Risiken zu minimieren. Eine Skiabfahrt von der Buinlücke Richtung Tuoihütte sollte nicht mehr durchgeführt werden, da besonders dieser Bereich bis hinab zur Hütte gefährdet ist, vor allem auch im Winter.

## Name und Geschichte

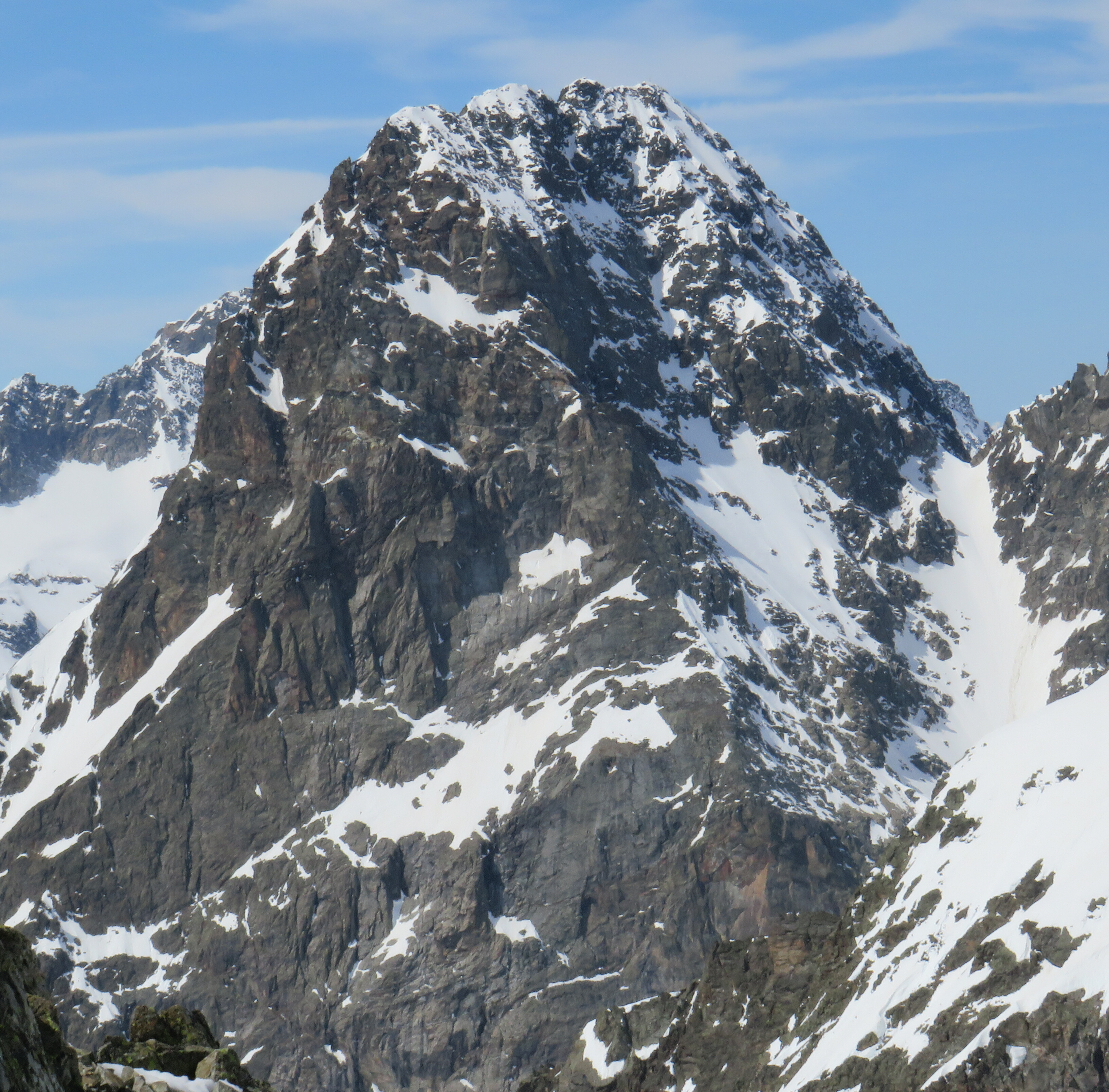
Piz Buin Ostflanke mit Gipfelkreuz

Piz Buin ist ein rätoromanischer Name und bedeutet ‚Ochsenspitze‘, das „Buin“ wird auf der zweiten Silbe betont. Der heute vom Silvrettastausee überflutete, nahezu ebene Talboden am Ausgang des Ochsentales war früher Weidegebiet. Im Umkreis des Stausees werden bis heute Weidetiere gehalten.
Der rätoromanische Originalname ist Piz Buin Grond (Großer Piz Buin), im Gegensatz zum Kleinen Piz Buin, dem Piz Buin Pitschen.
Weitere, heute kaum noch gebräuchliche Bezeichnungen waren in Vorarlberg „Albuinkopf“ und in Tirol „Albainkopf“.
Die Erstbesteigung gelang am 14. Juli 1865 Josef Anton Specht und Johann Jakob Weilenmann mit den Führern Jakob Pfitscher und Franz Pöll. Sie erwogen zunächst, von der Bielerhöhe von Osten auf das Wiesbadener Grätle zu gelangen, dieses zu überschreiten und über den flach geneigten, oberen Teil des heutzutage „Ochsentaler Gletscher“ genannten Eisstromes zur Buinlücke (3054 m) aufzusteigen.
Da ihnen jedoch ein Aufstieg über den (noch heute bestehenden) Eisbruch nordwestlich des Wiesbadener Grätles ein schnelleres Vorankommen versprach, ließen sie das Grätle östlich liegen und gelangten so über die Buinlücke und die Westflanke in fünf Stunden auf den Gipfel.
Der Abstieg führte zunächst wieder zur Buinlücke zurück. Der Weiterweg verlief am Nordfuß des Kleinen Piz Buin entlang zum Sattel südlich des Signalhorns, der „Fuorcla dal Cunfin“, und von dort durchs Schweizer Val Tuoi nach Klosters.
Die Bezeichnung der Gletscher im Piz-Buin-Gebiet wich früher von der heute gebräuchlichen ab:
Weilenmann bezeichnete das heute allgemein „Vermuntgletscher“ genannte, von Dreiländerspitze, Vermuntpaß, Piz Buin und Wiesbadener Grätle eingerahmte Eisfeld in seiner Schilderung der Erstbesteigung als „Fermunt - oder Ochsenthaler Gletscher“, sowie als „Hauptgletscher“. Den von Wiesbadener Grätle, den Buinen, Signal- und Silvrettahorn umgebenen, heutzutage „Ochsentaler Gletscher“ genannten Eisstrom, über den die Erstbesteigung gelang, sah er als „Seitengletscher“ des heute „Vermuntgletscher“ genannten Eisfeldes an.
Selbst Hermine und Walther Flaig erwähnten in einem Aufsatz („100 Jahre Piz Buin“) anlässlich des 100-jährigen Jubiläums der Erstbesteigung noch ein „Klüftelabyrinth des westlichen Vermuntgletschers“ und meinten damit den Eisbruch des heutigen „Ochsentaler Gletschers“.
Beide Gletscher vereinigten sich zur Zeit der ersten Besteigungen noch unterhalb der dem Wiesbadener Grätli im Norden vorgelagerten „Grünen Kuppe“ (2579 m) und bildeten dort eine Mittelmoräne. Heute sind sie durch die Gletscherschmelze stark reduzierte, durch „Wiesbadener Grätle“ und „Grüne Kuppe“ weit voneinander getrennte, separate Eisfelder.
Am 13. September 1936 wurde auf dem Piz Buin das erste Gipfelkreuz Vorarlbergs aufgestellt. Das christlichsoziale Vorarlberger Volksblatt bezeichnete die innenpolitisch höchst symbolische Aktion als „Zeichen, dass dieses Land christlich ist und bleibt, allen Anstürmen der ‚Überwinder des Christentums‘ zum Trotz“ (gemeint waren damit die Kommunisten und die Nationalsozialisten) und beschrieb den Transport des Kreuzes auf den Gipfel als „Kreuzzug des Reichsbundes“, der „physisch kaum noch erklärbar, sondern nur durch den Glauben, der Berge versetzt, verständlich“ ist. Im Sommer 2012 flog man im Auftrag des ÖAV ein neues Gipfelkreuz auf den Berg, nachdem das vorherige, welches vermutlich aus den 1950er Jahren stammte, verwittert und in Schieflage geraten war.

## Trivia
Der Berg ist auch Namensgeber für die Sonnenpflegeprodukte „Piz Buin“ des Pharmakonzerns Johnson & Johnson. Der Chemiker Franz Greiter zog sich 1938 bei der Besteigung des Gipfels einen Sonnenbrand zu und entwickelte in den Folgejahren das gleichnamige Sonnenschutzprodukt.